# Châteauroux
Châteauroux är en fransk kommun och prefektur i Indre, regionen Centre-Val de Loire. År 2022 hade Châteauroux 43 079 invånare.
I Châteauroux ligger det franska nationella skyttecentret som arrangerade skyttetävlingarna under de olympiska sommarspelen 2024. 

## Befolkningsutveckling
Antalet invånare i kommunen Châteauroux
Referens:INSEE

## Galleri

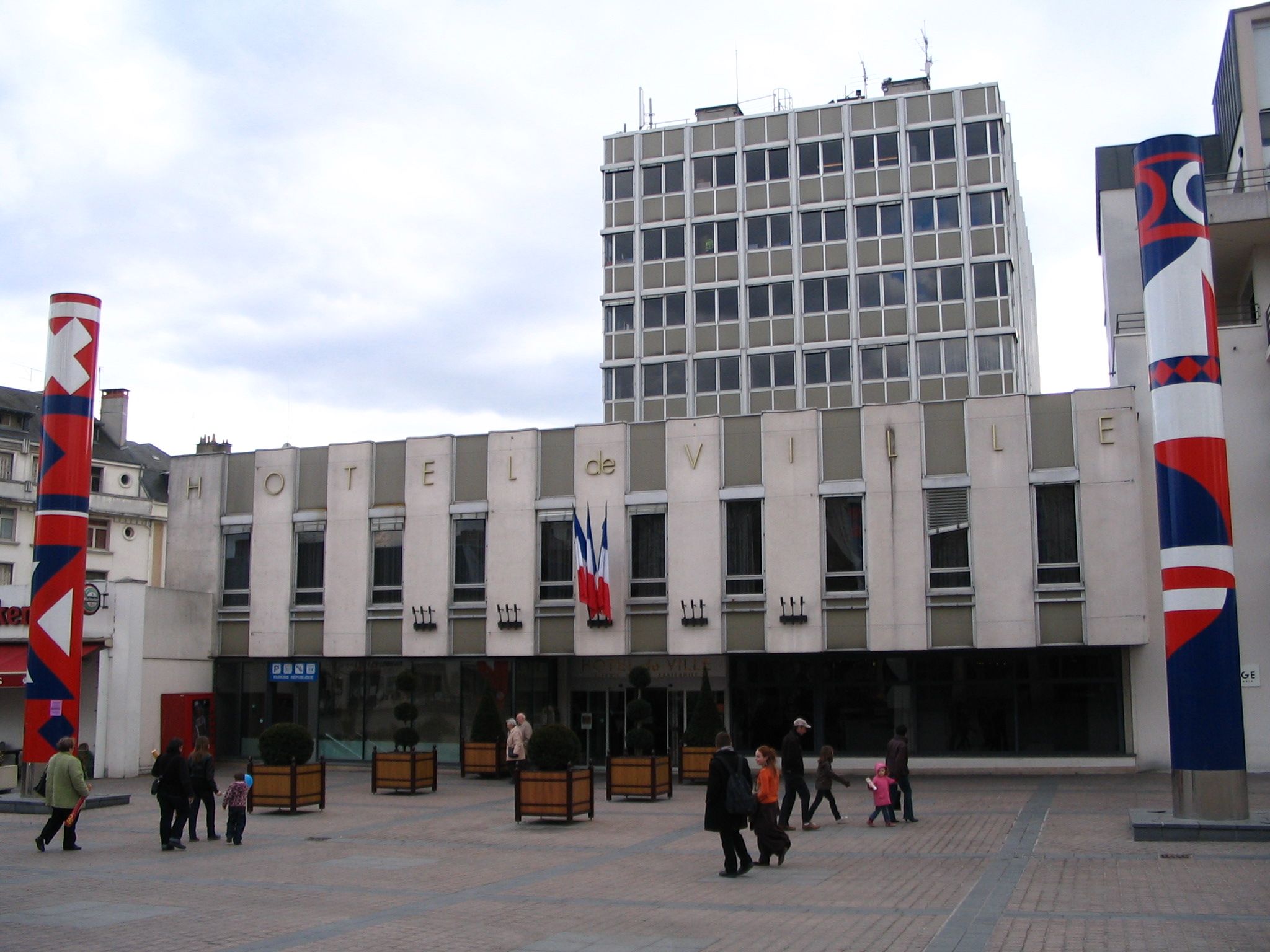
Stadshuset
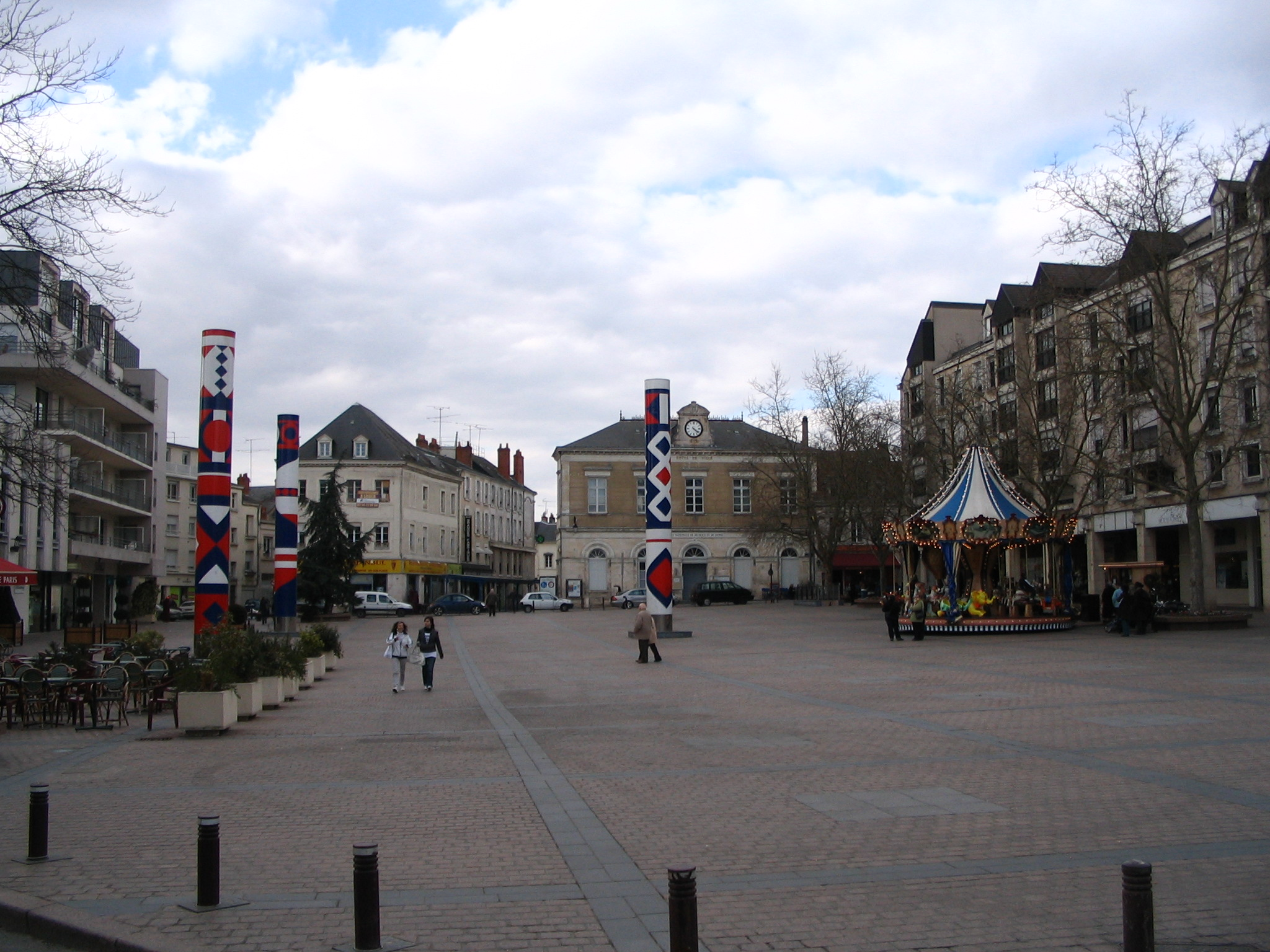
Place de la République
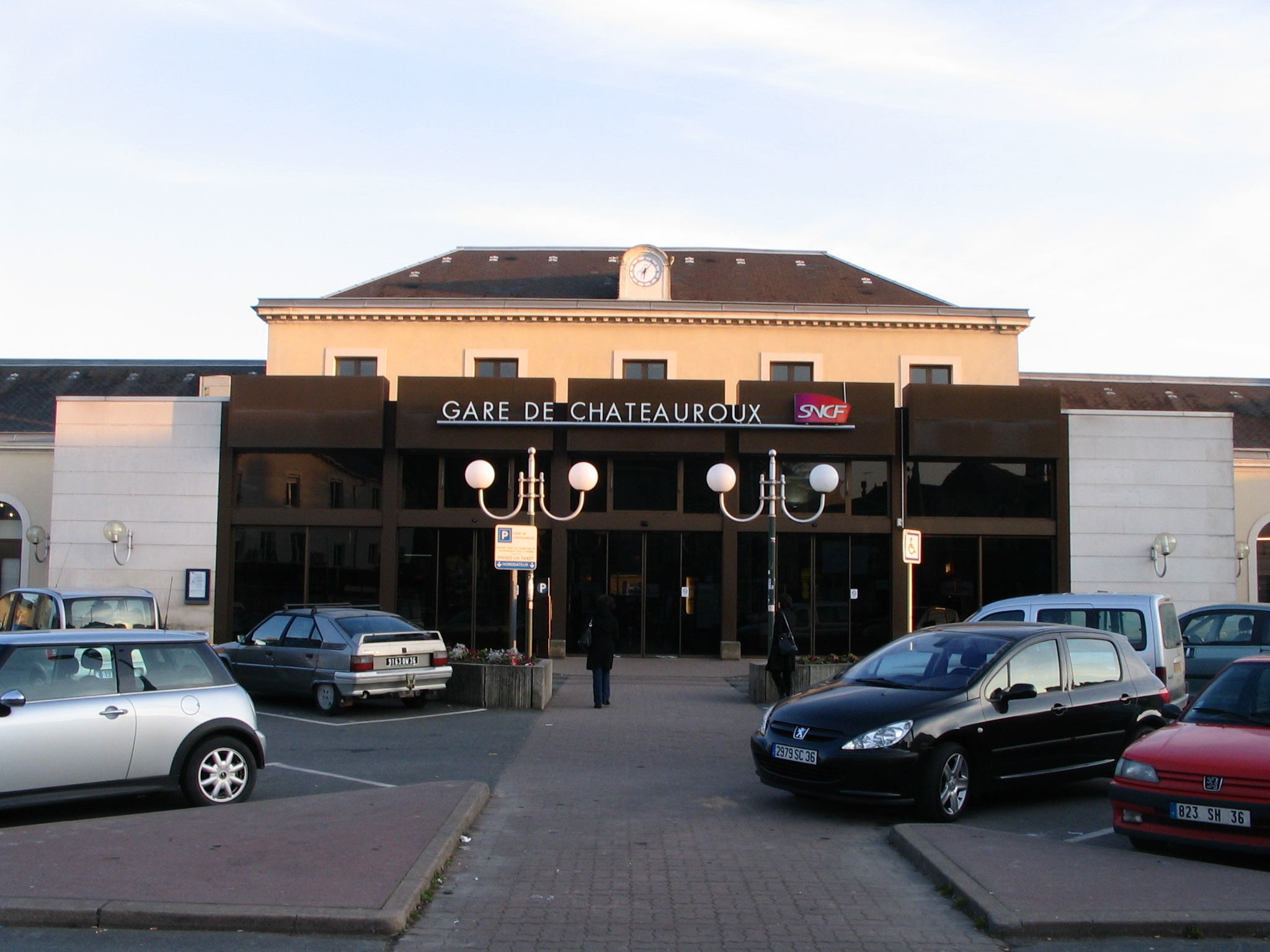
Järnvägsstationen
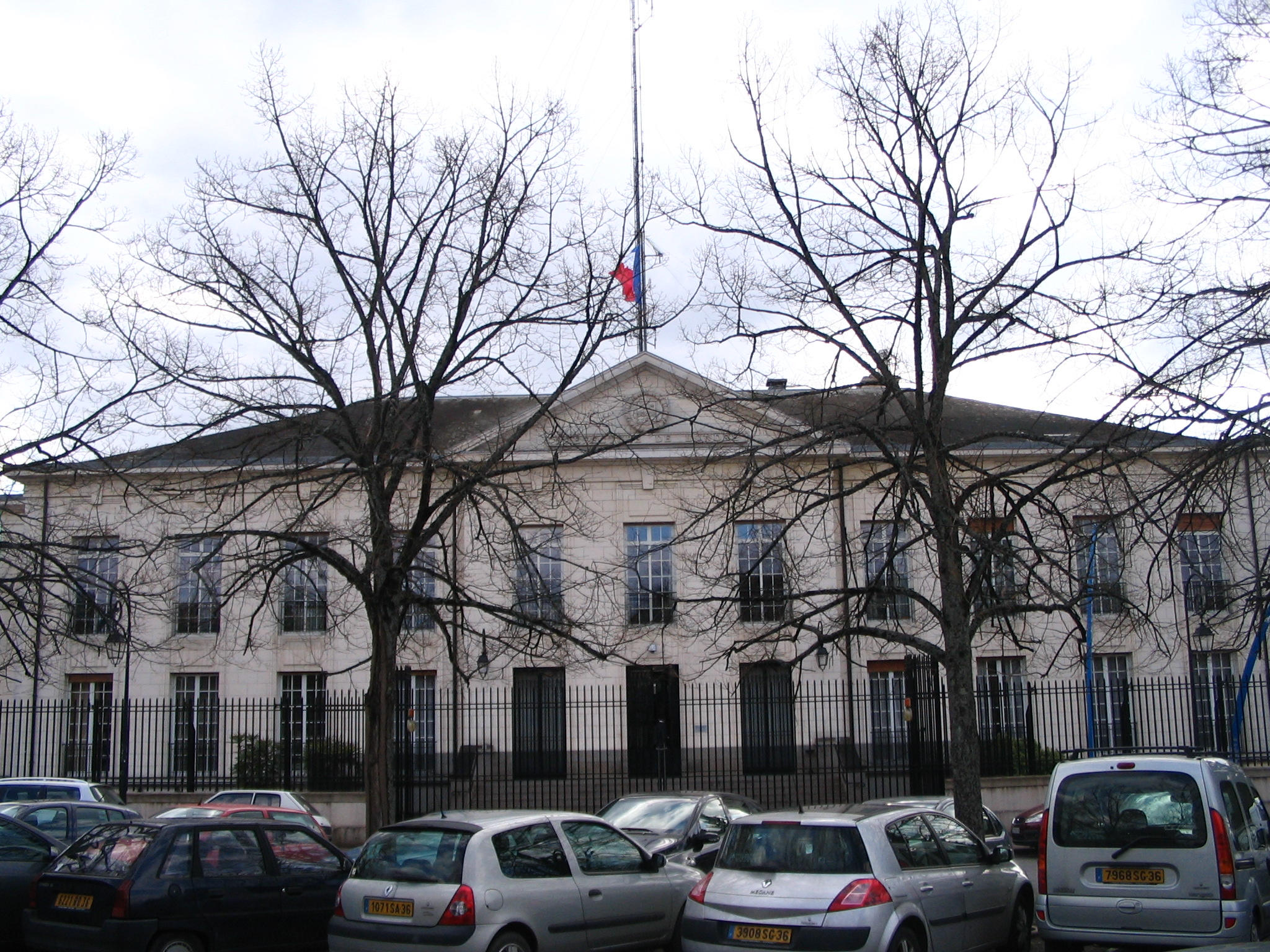
Residensbyggnaden
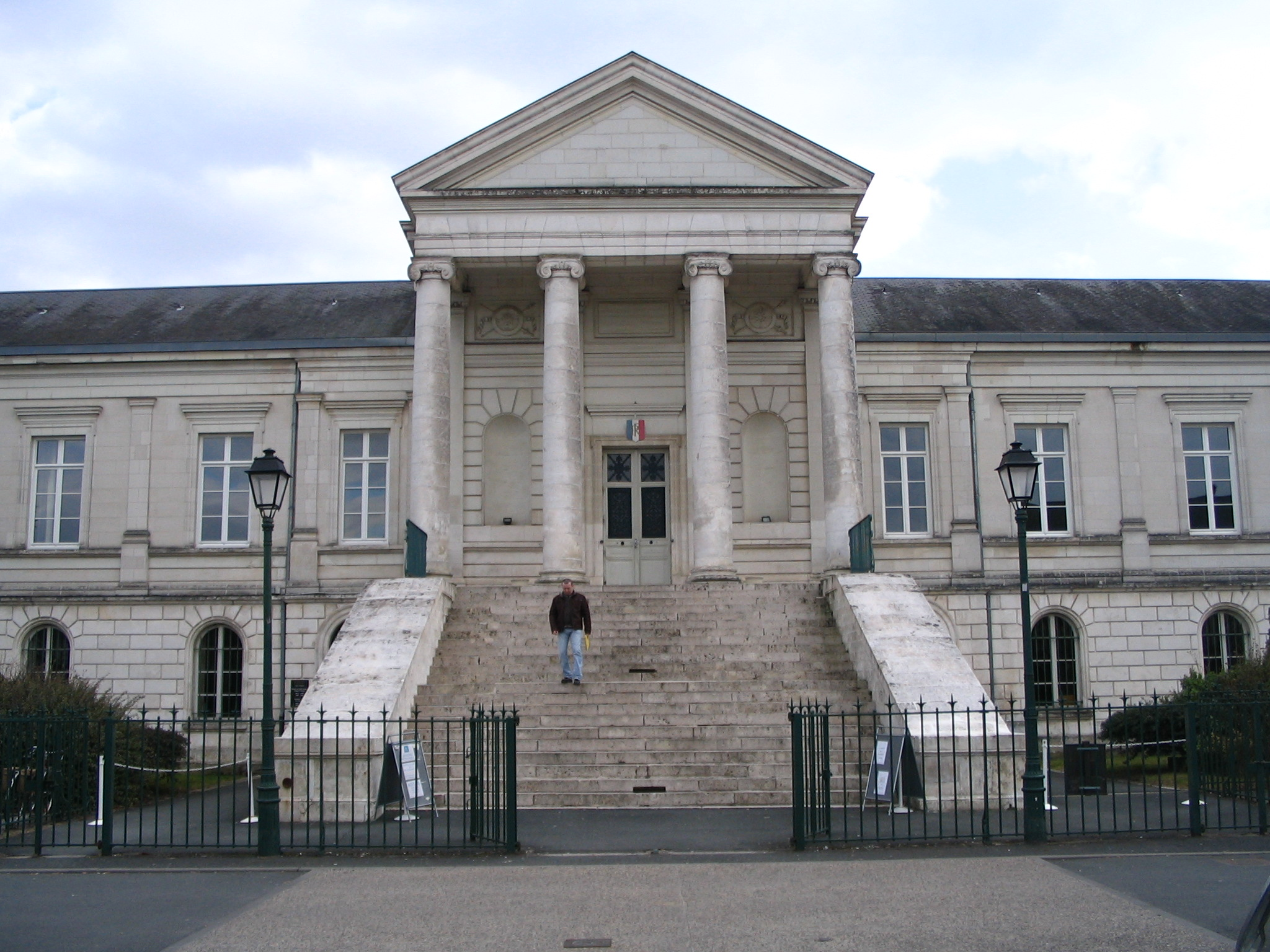
Domstolen
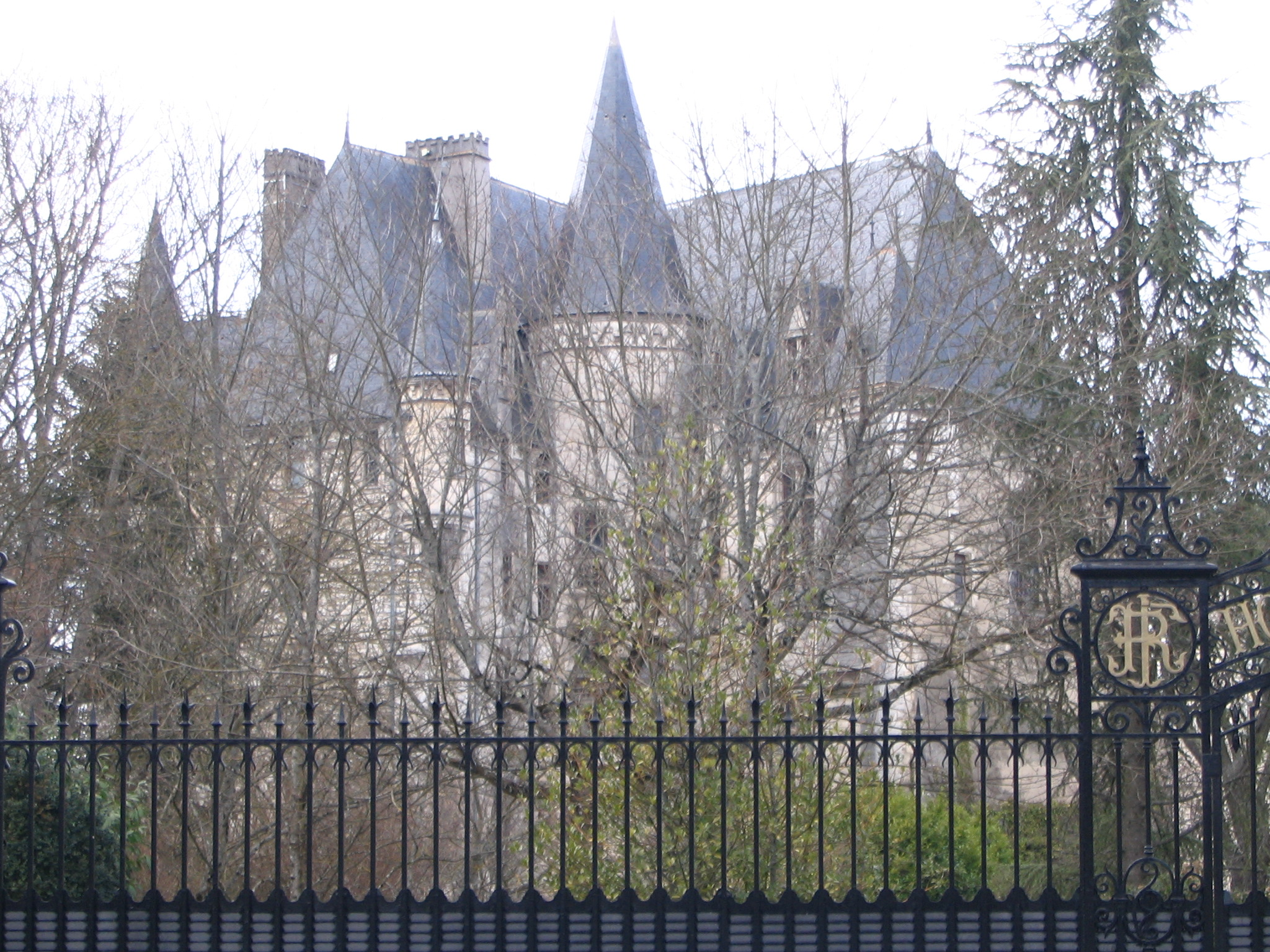
Slottet Raoul
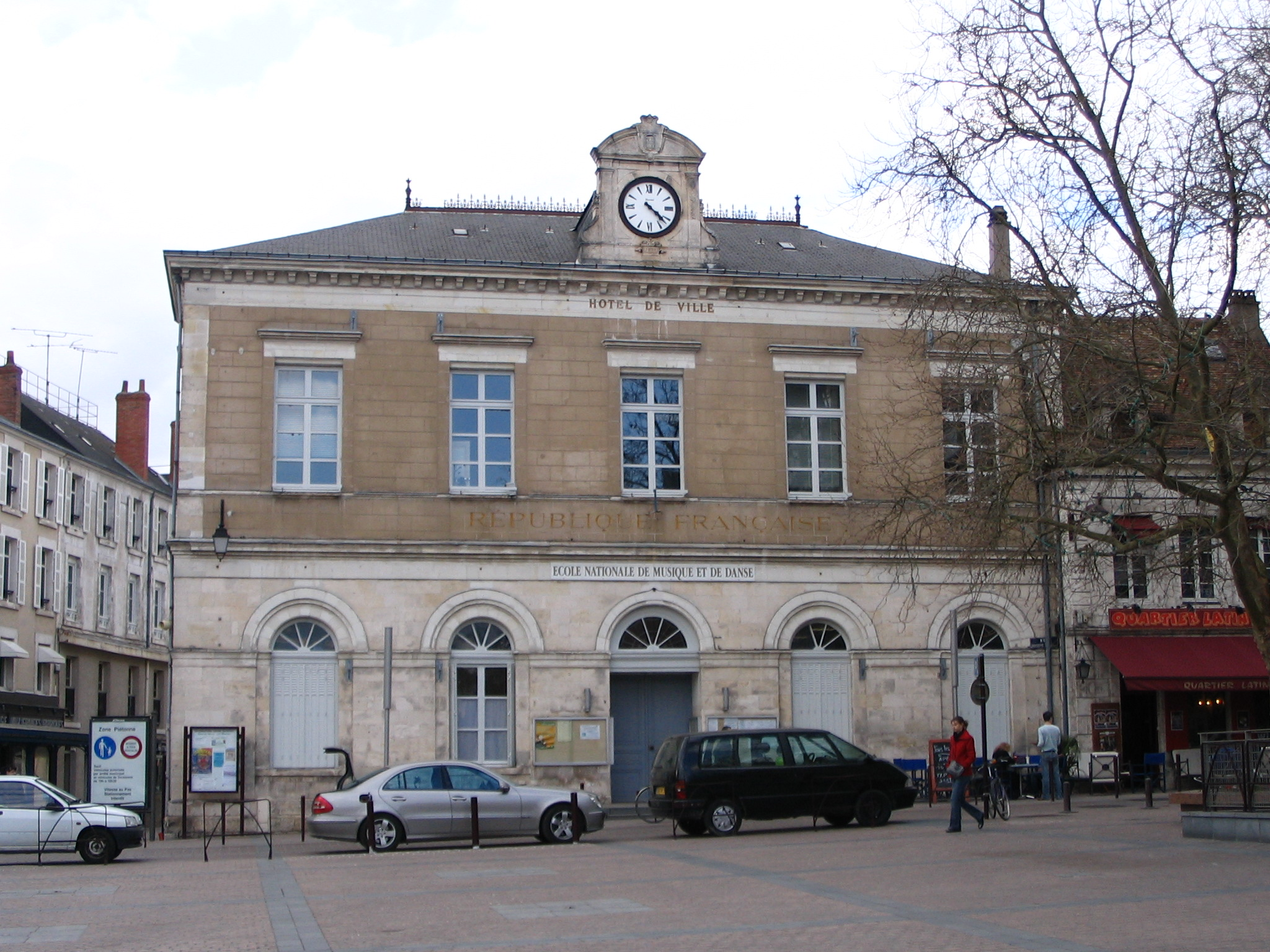
Musikhögskolan
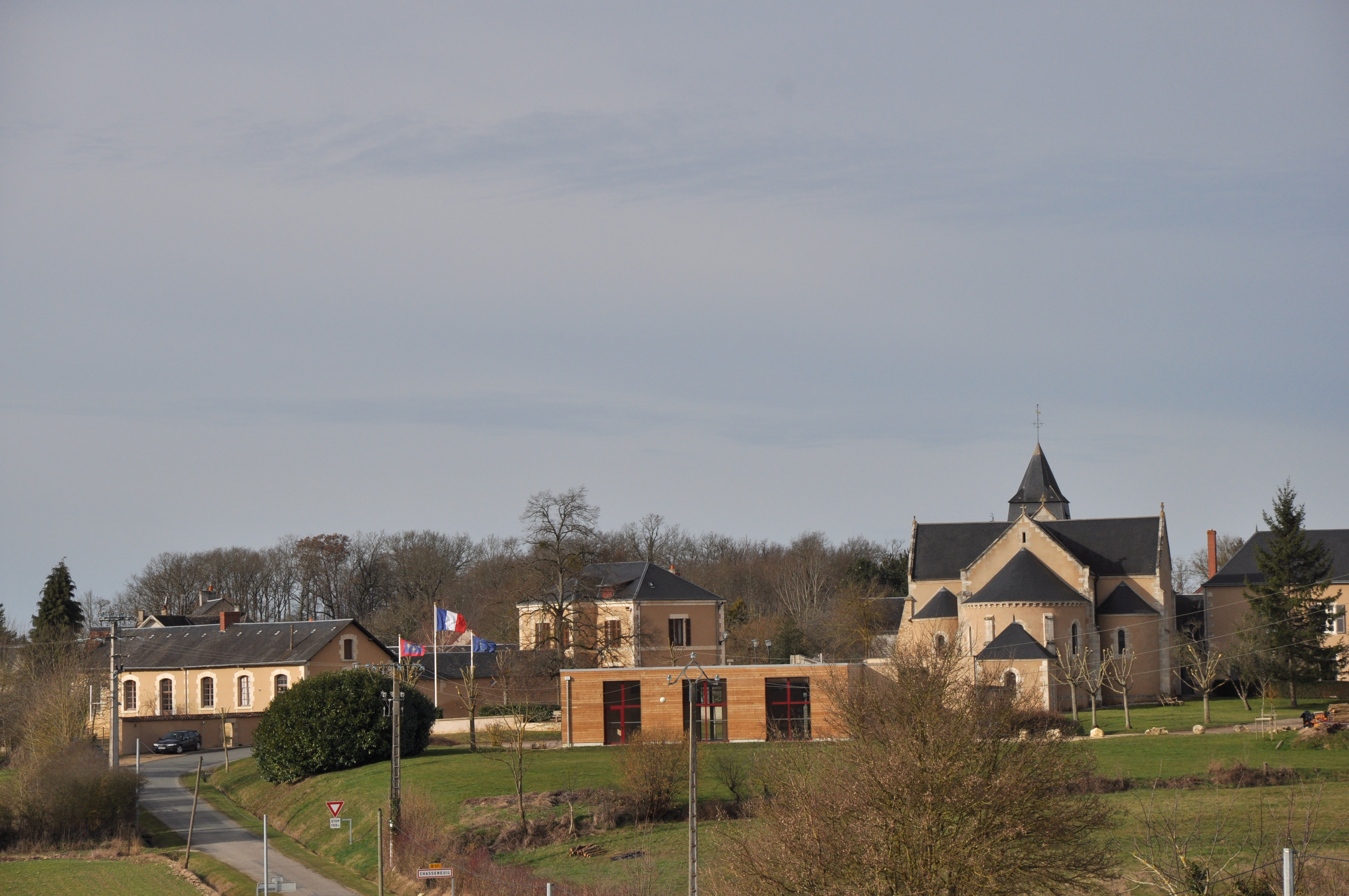